# بيتر مكنيكول
بيتر مكنيكول (بالإنجليزية: Peter MacNicol) هو ممثل تعبيري وكاتب سيناريو ومخرج وممثل أمريكي، ولد في 10 أبريل 1954 بدالاس في الولايات المتحدة. من الجوائز التي نالها جائزة الإيمي برايم تايم لأفضل ممثل مساعد في مسلسل كوميدي عن عمل آلي مكبيل سنة 2001 وجائزة المسرح العالمي سنة 1982 وScreen Actors Guild Award for Outstanding Performance by an Ensemble in a Comedy Series ‏ عن عمل آلي مكبيل سنة 1999.

## أعمال

### أفلام
- (1982) اختيار صوفي[10]
- (2012) تغيير اللعبة[11]
- (2012) سفينة حربية

### مسلسلات
- 24
- آلي مكبيل
- أميريكان داد!
- ألتيمت إليين[12]
- تشريح غراي
- داني الشبح
- عملاء شيلد
- متمردو حرب النجوم
- نمبرز

## جوائز وترشيحات
جوائز
- جائزة الإيمي برايم تايم لأفضل ممثل مساعد في مسلسل كوميدي، عن عمل: آلي مكبيل (2001)
- جائزة المسرح العالمي (1982)
- Screen Actors Guild Award for Outstanding Performance by an Ensemble in a Comedy Series [الإنجليزية]‏، عن عمل: آلي مكبيل (1999)

ترشيحات
- جائزة الإيمي برايم تايم لأفضل ممثل مساعد في مسلسل كوميدي، عن عمل: آلي مكبيل (1999)
- جائزة الإيمي برايم تايم لأفضل ممثل مساعد في مسلسل كوميدي، عن عمل: آلي مكبيل (2000)
- Screen Actors Guild Award for Outstanding Performance by a Male Actor in a Comedy Series [الإنجليزية]‏، عن عمل: آلي مكبيل (1999)
- Screen Actors Guild Award for Outstanding Performance by a Male Actor in a Comedy Series [الإنجليزية]‏، عن عمل: آلي مكبيل (2000)
- Screen Actors Guild Award for Outstanding Performance by a Male Actor in a Comedy Series [الإنجليزية]‏، عن عمل: آلي مكبيل (2001)
- Screen Actors Guild Award for Outstanding Performance by an Ensemble in a Comedy Series [الإنجليزية]‏، عن عمل: آلي مكبيل (2000)
- Screen Actors Guild Award for Outstanding Performance by an Ensemble in a Comedy Series [الإنجليزية]‏، عن عمل: آلي مكبيل (2001)
- جائزة نقابة ممثلي الشاشة لأفضل أداء جماعي في مسلسل درامي (1995)
- جائزة نقابة ممثلي الشاشة لأفضل أداء جماعي في مسلسل درامي (1996)
- جائزة نقابة ممثلي الشاشة لأفضل أداء جماعي في مسلسل درامي (1998)

## وصلات خارجية
- بيتر مكنيكول على موقع IMDb (الإنجليزية)
- بيتر مكنيكول على موقع روتن توميتوز (الإنجليزية)
- بيتر مكنيكول على موقع ألو سيني (الفرنسية)
- بيتر مكنيكول على موقع تيرنر كلاسيك موفيز (الإنجليزية)
- بيتر مكنيكول على موقع أول موفي (الإنجليزية)
- بيتر مكنيكول على موقع قاعدة بيانات برودواي على الإنترنت (الإنجليزية)
- بيتر مكنيكول على موقع قاعدة بيانات الأفلام السويدية (السويدية)
- بيتر مكنيكول على موقع إن إن دي بي (الإنجليزية)
- بيتر مكنيكول على موقع ديسكوغز (الإنجليزية)
- بيتر مكنيكول على موقع قاعدة بيانات الفيلم (الإنجليزية)